# Urophora cubana
Urophora cubana är en tvåvingeart som beskrevs av Dirlbek och Dirlbekova 1973. Urophora cubana ingår i släktet Urophora och familjen borrflugor.
Artens utbredningsområde är Kuba. Inga underarter finns listade i Catalogue of Life.